# Monforte (freguesia)
Monforte is een plaats (freguesia) in de Portugese gemeente Monforte en telt 1248 inwoners (2001).